# 威廉·吉尔摩
威廉·吉尔摩（英語：William Gilmore，1895年2月16日—1969年12月5日），美国前男子赛艇运动员。他曾代表美国参加1924年和1932年夏季奥林匹克运动会赛艇比赛，获得一枚金牌和一枚银牌。